# Асланян Марлен Мкртичевич
Марлен Мкртичевич Асланян (10 січня 1932, Єреван, Вірменська РСР, СРСР — 27 березня 2025) — радянський і російський генетик. Доктор біологічних наук, професор.

## Біографія
Народився в Єревані. До початку Другої світової війни переїхав з батьками до Москви. Батько — зоотехнік, займався штучним заплідненням[кого?], закінчив аспірантуру Всесоюзного інституту тваринництва. Мати — біохімік.
Закінчив біологічний факультет МДУ імені М. В. Ломоносова. Дипломна робота захищена на кроликах по темі «Вплив віку батьків на якість потомства».
У 1964 році в МДУ імені М. В. Ломоносова захистив дисертацію на здобуття наукового ступеня кандидата біологічних наук за темою «Особливості ембріонального розвитку помісних і чистопородних плодів свиней при рецитропних схрещуваннях порід велика біла та шведський ландрас». В даній роботі поставлена задача вивчити закономірності успадкування ознак і властивостей на різних стадіях ембріонального розвитку при реципрокних схрещуваннях свиней порід велика біла та шведський ландрас.
Докторська дисертація — «Закономірність і природа мутаційного процесу» (на дрозофілах).
Професор кафедри генетики біологічного факультету МДУ імені М. В. Ломоносова.
Член редакційної ради наукового журналу «Экологическая генетика» укр. «Екологічна генетика».

## Наукові праці

### Дисертації
- Асланян М. М. Особенности эмбрионального развития поместных и чистопородных плодов свиней при реципрокных скрещиваниях пород крупная белая и шведский ландрас: автореферат дис. … кандидата биологических наук /Асланян М. М.; [Место защиты: Московский ордена Ленина и ордена Трудового Красного Знамени государственный университет им. М. В. Ломоносова биолого-почвенный факультет]. — Воронеж, 1964. — 26 с.

### Монографії
- Александр Сергеевич Серебровский, 1892—1948 : [Генетик / М. М. Асланян, Н. Б. Варшавер, Н. В. Глотов и др.]; Отв. ред. Н. Н. Воронцов; [Рос. АН]. — М. : Наука, 1993. —191 с. — (Научно-биографическая серия). ISBN 5-02-004207-2
- Абилев С. К., Глазер В. М., Асланян М. М. Основы мутагенеза и генотоксикологии: лекции. — М.: МГУ имени М. В. Ломоносова, Ин-т общей генетики им. Н. И. Вавилова РАН, Учебно-научный центр Каф. генетики Биологического фак. МГУ и Ин-та общей генетики им. Н. И. Вавилова.; СПб. : Нестор-История, 2012. — 144 с. ISBN 978-5-905986-98-7
- Шкурат Т. П., Асланян М. М., Тарасов В. А., Беличко Н. И., Машкина Е. В., Александрова А. А., Чистяков В. А., Григорян Н. А., Деревянчук Е. Г., Амелина С. С., Лянгасова О. В., Полтавский М. А. Генетика человека (электронный учебник).

### Навчальні посібники
- Асланян М. М., Солдатова О. П. Генетика и происхождение пола: учеб. пособие. — М. : Авторская академия: Т-во науч. изд. КМК, 2010. — 114 с.  ISBN 978-5-91902-001-1

### Статті
- Aslanian M. M., Smrnova V. A. Chemically induced latent mutations in drosophila // Genetics. — 1973. — Т. 74. — № 2 PART 2. — С. 11.
- Aslanyan M. M., Smirnova V. A. Analysis of mutations induced by alkylating agents in drosophila melanogaster: I. character of visible changes induced by N-nitrosoethylurea in several Drosophila generations // Генетика. — 1977. — Т. 8. — № 4. — С. 646.
- Aslanyan M. M., Kim A. I., Smirnova V. A. Characterization of the mutagenic effect of 1,4-bis-diazoacetylbutane  on Drosophila melanogaster mature spermatozoons // Генетика. — 1981. — Т. 17. — № 4. — С. 677.
- Derzhavets E. M., Kim A. I., Aslanyan M. M. Analysis of spontaneous chromosomal aberrations in neuroblasts of genetically unstable mutator strain of Drosophila // Генетика. — 1988. — Т. 24. — № 5. — С. 857.
- Ким А. И., Беляева Е. С., Ларкина З. Г., Асланян М. М. Генетическая нестабильность и транспозиции мобильного элемента МДГ 4 в мутаторной линии Drosophila melanogaster // Генетика. — 1989. — Т. 25. — № 10. — С. 1747.
- Kim A. I., Belyaeva E. S., Aslanian M. M. Autonomous transposition of gypsy mobile elements and genetic instability in Drosophila melanogaster. // Molecular and General Genetics MGG. — 1990. — Т. 224. — С. 303.
- Aslanyan M. M., Romanova L. G., Markelova N. A. The effect of individual chromosomes on the sexual behavior in drosophila // Генетика. — 1990. — Т. 26. — № 9. — С. 1591.
- Смирнова В. А., Державец Е. М., Ларкина З. Г., Ким А. И., Асланян М. М. Характер спонтанного и индуцированного мутагенеза в генетически нестабильной мутаторной линии Drosophila melanogaster // Биологические науки. — 1991. — № 3. — С. 118.
- Aslanyan M. M., Kim A. I., Magomedova M. A., Fatkulbayanova N. L. Analysis dominant and recessive sex-linked lethal mutant  induced by low doses irradiation in genotypically different strains of  Drosophila melanogaster W AND MS // Генетика. — 1994. — Т. 30. — № 9. — С. 1220.
- Tarasov V. A., Abilev S. K., Aslanian M. M. The principles of  formalized quantitative assessment of genetic risk of chemicals tohumans // Russian Journal of Genetics. — 1999. — Т. 35. — № 11. — С. 1368—1380.
- Шестаков С. В., Асланян М. М. О преподавании генетики в Московском государственном университете им. М. В. Ломоносова // Вавиловский журнал генетики и селекции. — 1999. — № 11. — С. 3.
- Tarasov V. A., Velibekov R. M., Lyubimova K., Aslanyan M. M. Low efficiency short-term testing in the assessment of the mutagenic hazard of chemical compounds to mammals // Генетика. — 2001. — Т. 37. — № 7. — С. 1008—1017.
- Тарасов В. А., Тарасов А. В., Любимова И. К., Асланян М. М. Проблема количественной оценки опасности химических соединений в генетическойтоксикологии // Успехи современной биологии. — 2002. — Т. 122. — № 2. — С. 136.
- Тарасов В. А., Абилев С. К., Велибеков Р. М., Асланян М. М. Эффективность батарей тестов при оценке потенциальной мутагенной опасности химических соединений // Генетика. — 2003. — Т. 39. — № 10. — С. 1406.
- Tarasov V. A., Abilev S. K., Velibekov R. M., Aslanyan M. M. Efficiency of Batteries of Tests for Estimating Potential Mutagenicity of Chemicals // Russian Journal of Genetics. — 2003. — Т. 39. — № 10. — С. 1191—1200.
- Асланян М. М., Зинченко В. В., Карбышева Е. А. Академику Сергею Васильевичу Шестакову 70 лет // Вавиловский журнал генетики и селекции. — 2004. — № 30. — С. 103—113.
- Тарасов В. А., Асланян М. М., Цырендоржиева Е. С., Гарькавцева Р. Ф., Любченко Л. Н., Алтухов Ю. П. Зависимость вероятности развития рака молочной железы у женщин отих генотипа. // Доклады Российской академии медицинских наук. — 2004. — Т. 398. — № 2. — С. 282—285.
- Тарасов В. А., Асланян М. М., Цырендоржиева Е. С., Гарькавцева Р. Ф., Любченко Л. Н., Алтухов Ю. П., Мельник В. А. Популяционно-генетический анализ связи полиморфизмовгенов BRCA1 и Р53 с развитием спорадического рака молочной железы //Генетика. — 2005. — Т. 41. — № 8. — С. 1115—1124.
- Tarasov V. A., Tsyrendorzhiyeva E. S., Altukhov Yu. P., Aslanyan M. M., Litvinov S. S., Gar'kavtseva R. F. Genetically determined subdivision of human populations with respect tothe risk of breast cancer in women // Doklady Biological Sciences. — 2006. — Т. 406. — № 1-6. — С. 66-69.
- Асланян М. М., Тарасов В. А., Литвинов С. С. Генетика онтогенеза // Открытое образование. — 2006. — № 3. — С. 25.
- Асланян М. М. Памяти Е. П. Гуськова (К 70-летию со дня рождения) ББК Чарльз Дарвин и современная биология // Научная мысль Кавказа. — Ростов н/Д.: Северо-Кавказский научный центр высшей школы ЮФУ. — 2010. — № 3. — С. 13-24. ISSN: 2072-0181
- Сальникова Л. Е., Зелинская Н. И., Белопольская О. Б., Асланян М. М., Рубанович А. В. Ассоциативное исследование генов детоксикации ксенобиотиков и репарации у детей со злокачественными новообразованиями мозга // Acta Naturae (русскоязычная версия). — 2010. — Т. 2.  — № 4. — С. 65-73.
- Асланян М. М., Солдатова О. П. Письмо в редакцию Онтогенеза. // Онтогенез. — 2011. — Т. 42. — № 2. — С. 159—160.

## Публіцистика
- Асланян М. М., Спирин А. С. Полосатая дочь кобылы лорда Мортона // Журнал «Друг» (для любителей кошек). — М.: Премьера-Медиа, 1997. — № 3(21). — С. 22.

## Інтерв'ю
- Натитник Анна Интеллект по наследству? // Harvard Business Review, № 6 (79) Июнь — Июль 2012.
- Меламед Юлия Профессор Марлен Асланян: «Мне почему-то кажется, что кошки знают нас лучше, чем мы их» [Архівовано 10 червня 2015 у Wayback Machine.] // Московские новости, 28.02.2013.